# St. Hedwig (Bevern)

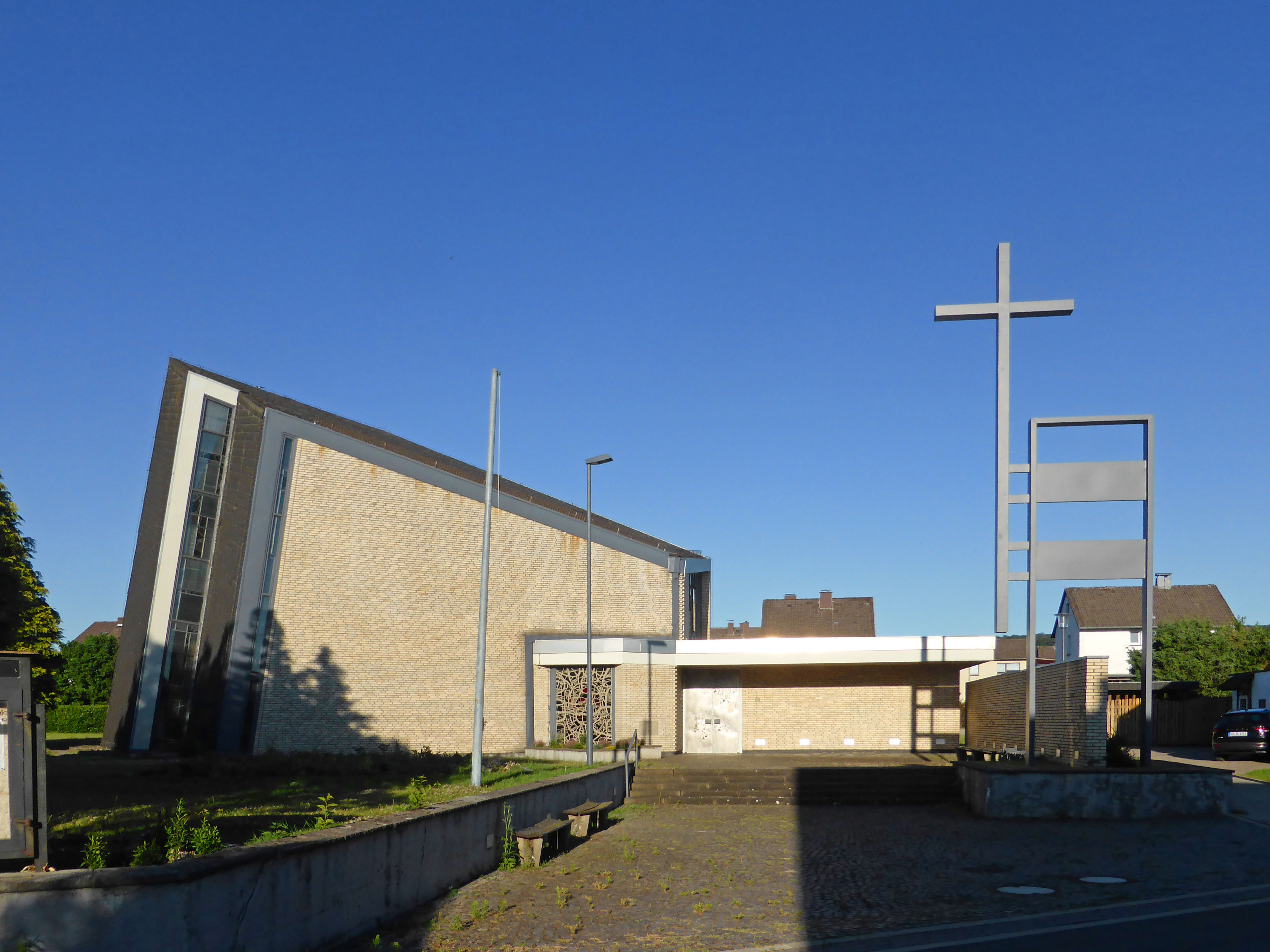
Kirche von Nordwesten

Die Kirche Sankt Hedwig ist die katholische Kirche in Bevern, einem Flecken im Landkreis Holzminden in Niedersachsen. Das nach der heiligen Hedwig von Andechs benannte Gotteshaus ist eine Filialkirche der Pfarrei St. Josef in Holzminden, im Dekanat Weserbergland des Bistums Hildesheim.

## Geschichte
1542 wurden Bevern und seine Kirche durch die Reformation protestantisch.
Durch die Flucht und Vertreibung Deutscher aus Mittel- und Osteuropa 1945–1950 ließen sich in Bevern Katholiken in größerer Zahl nieder. Am 23. Juli 1946 kam ein Bahntransport mit rund eintausend Menschen aus Niederschlesien in Bevern an. Die Zahl der Katholiken in Bevern nahm dadurch um rund 600 zu.

### Schlosskapelle

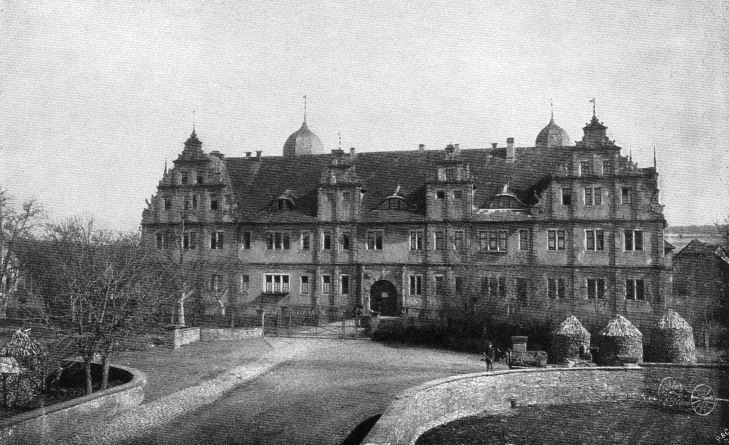
Schloss Bevern um 1900

1947 erfolgte die Gründung der Pfarrvikarie Holzminden-Land, die ihren Sitz in Bevern hatte. Paul Erhard, der selbst aus dem Landkreis Leobschütz in Oberschlesien vertrieben wurde, war ihre erster Seelsorger. Zunächst fanden die katholischen Gottesdienste im Saal der Gaststätte Niemeyer statt.
Im Herbst 1947 mieteten die Katholiken die seit 1717 bestehende Kapelle des Schlosses Bevern, in der von Weihnachten 1947 bis Oktober 1968, als die Hedwigskirche fertiggestellt war, die Gottesdienste stattfanden. Von 1947 an statteten die Katholiken die Kapelle für ihre Zwecke aus, unter anderem mit Altar, Beichtstuhl, Ewigem Licht, Kommunionbänken, Statuen der Heiligen Josef und Maria und einem Tabernakel. Das Altarbild war eine Kopie des Herz-Jesu-Bildes von Carl Martin Ritter von Feuerstein, das 1949 vom heimatvertriebenen Künstler C. Wichmann sr. gemalt wurde und sich heute im Heimatmuseum des Schlosses Bevern befindet.
Die Pfarrvikarie wurde bereits 1954 wieder aufgelöst, Pastor Erhard als Pfarrer nach Holzminden versetzt, und die Schlosskapelle gehörte fortan als Filialkapelle zur Kuratie Holzminden.

### Hedwigskirche

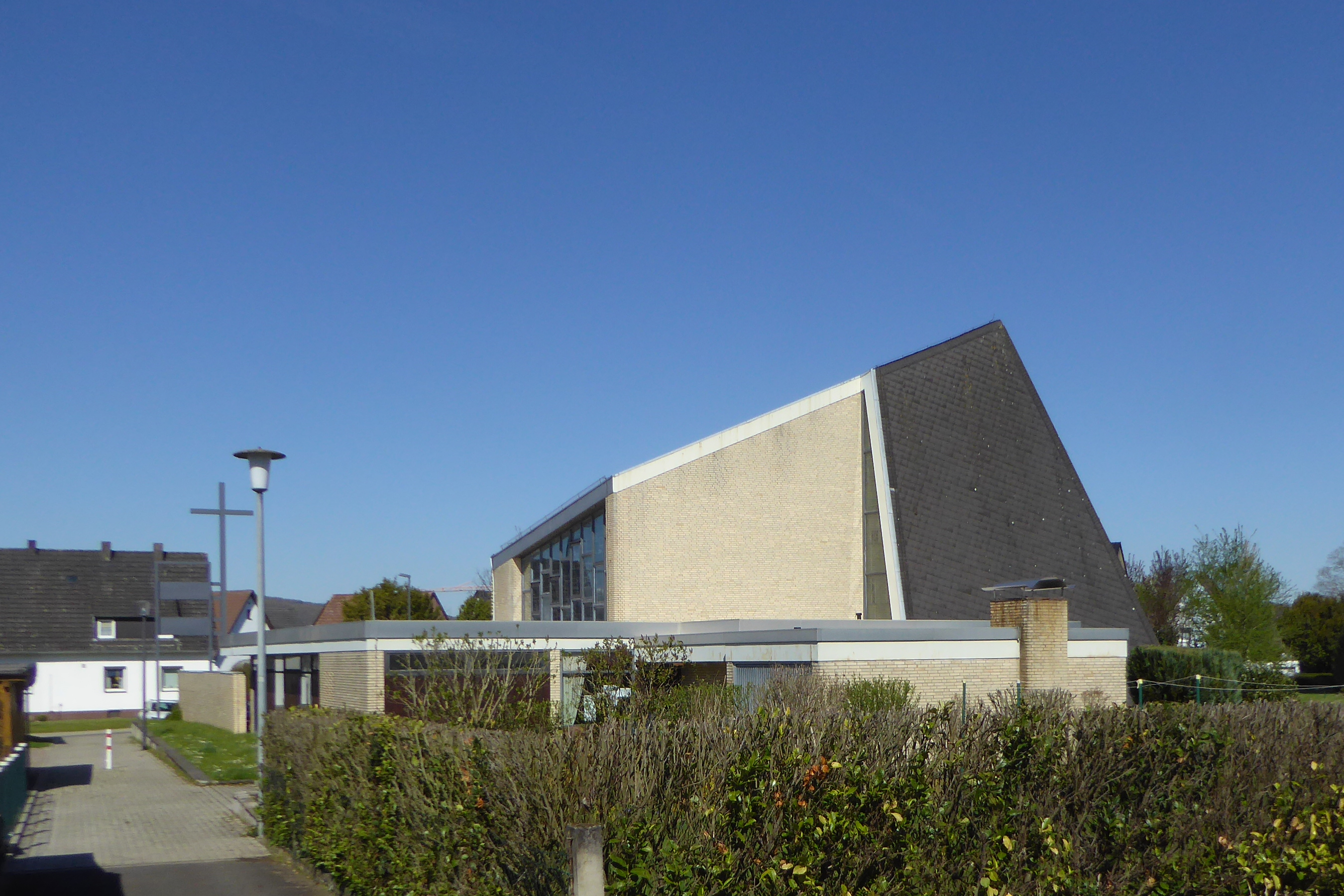
Kirche von Südosten

Heinrich Machens, der spätere Weihbischof von Hildesheim, war ab 1962 Pfarrer und später auch Dechant von Holzminden und unterstützte den Bau einer eigenen Kirche für die Katholiken in Bevern. Machens erwarb bereits 1963 den Kirchbauplatz in Bevern. Am 21. Oktober 1967 erfolgte durch Prälat Eduard Beigel (1907–1984), Pastor der Kirche Heilige Familie (Eschershausen) und Vertriebenenseelsorger, die Grundsteinlegung der St.-Hedwig-Kirche, die 1968 als Filialkirche der Pfarrei Holzminden erbaut wurde. Am 12. Oktober 1968 wurde sie durch Bischof Heinrich Maria Janssen geweiht. Das Gotteshaus bekam das Patrozinium der heiligen Hedwig, der Schutzpatronin von Schlesien, der früheren Heimat vieler Gemeindemitglieder. In den Altar wurden Reliquien der heiligen Aurelia und Timotheus eingelassen.
Am 1. September 2012 wurden das Dekanat Hameln-Holzminden, zu dem die Kirche in Bevern gehörte, und das Dekanat Bückeburg zum heutigen Dekanat Weserbergland vereinigt.
Heute gehören zur Pfarrei St. Josef Holzminden neben der Kirche St. Hedwig in Bevern auch die Pfarrkirche St. Josef in Holzminden sowie die Filialkirchen St. Benedikt in Neuhaus im Solling und St. Joseph in Polle.

## Architektur und Ausstattung

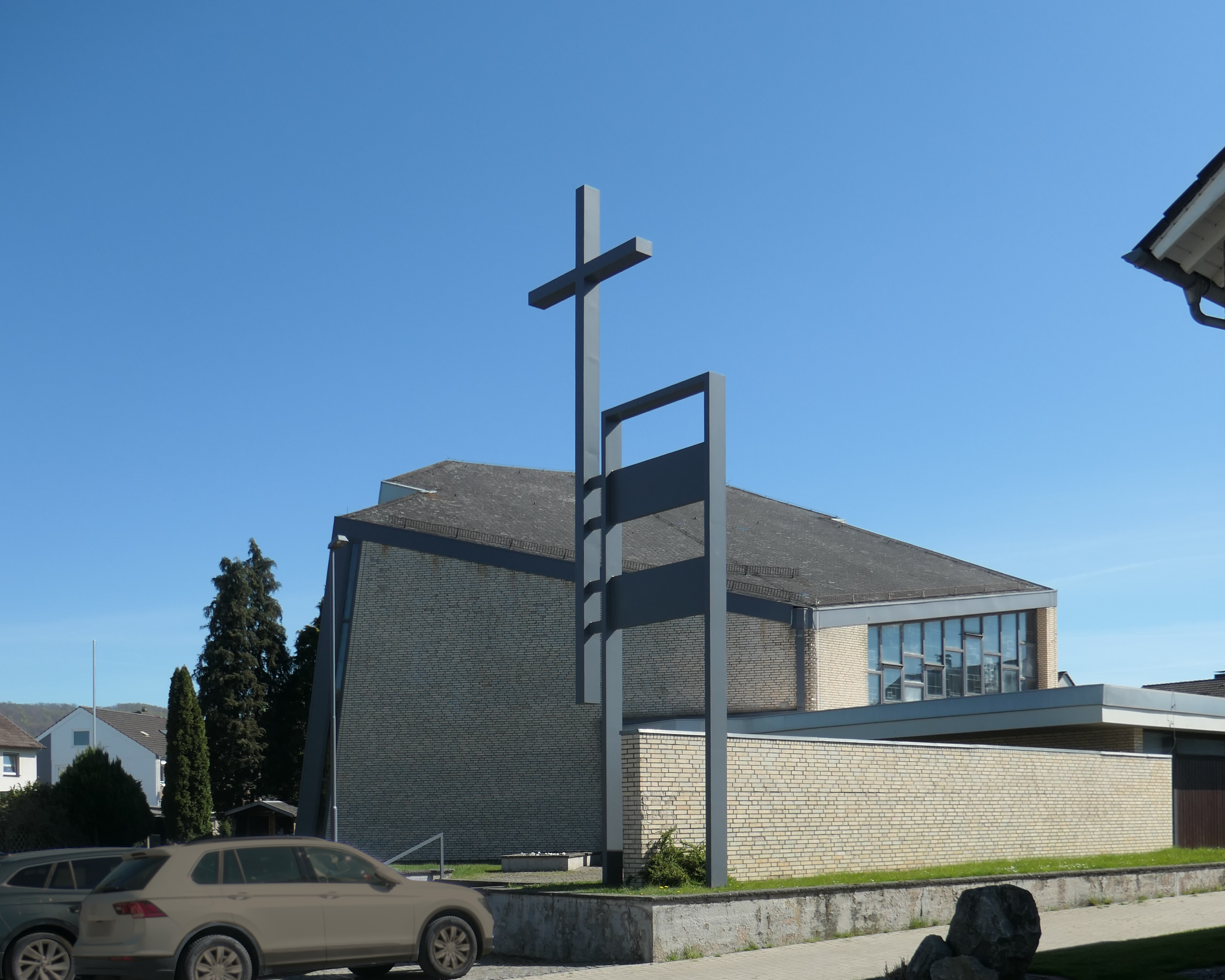
Kirche von Südwesten

Die Kirche steht auf dem Grundstück Königsberger Straße 1, sie entstand nach Plänen des Architekten Dieter Philipp aus Braunschweig.
Der Betonbau ist mit hellen Klinkern verblendet. Das Dach, dessen Höhe vom Eingangsbereich zum Altarraum von 5 auf 13 Meter ansteigt, ist mit Eternitschiefer gedeckt. Im Zugangsbereich steht ein Stahlträger mit einem Kreuz. Das Gotteshaus wird durch ein Portal an der Westseite erschlossen. Die Türklinken und die Buntglasfenster wurden von Heinz Lilienthal gestaltet. An den Kirchenraum schließt sich im Süden ein flacher Gebäudetrakt an, in dem sich der Eingangsbereich und die Gemeinderäume befinden.
Die Ausgestaltung des Kircheninneren, das bis heute fast unverändert erhalten ist, erfolgte durch Claus Kilian. Kilian entwarf den Altar, den Ambo, die Apostelleuchter, das Ewige Licht, den siebenarmigen Leuchter und den Tabernakel. Die Herstellung des Tabernakels und des siebenarmigen Leuchters erfolgte durch den Wolfsburger Goldschmiedemeister Raimund Lange (1928–2006). Joseph Krautwald schuf 1968 den Christuskorpus über dem Altar und die Marienstatue. Die 15 Kreuzwegstationen sind ein Werk der Benediktinerin Theonilla Heinig (1919–2010) aus der Abtei Herstelle, sie wurden 1969 erworben. Die Orgel wurde vom Orgelbauer Siegfried Sauer in Ottbergen bei Höxter gefertigt und 1970 in der Kirche aufgestellt. Die heilige Hedwig, die Schutzpatronin der Kirche, ist durch eine Statue und einen Wandteppich dargestellt.